# Cà phê bệt
Cà phê bệt là hình thức thưởng thức cà phê, không bàn không ghế, chỉ cần tìm chỗ ngồi hợp lý, nơi thoáng mát và tầm quan sát rộng rồi ngồi bệt xuống đất và cứ thế thưởng thức cà phê mà không cần quán xá. Loại hình cà phê này khá phổ biến tại nhiều nước trên thế giới, trong đó có Việt Nam.